# Nuttalliellidae
Nutalielidele (Nuttalliellidae) este o familie de căpușe cu o singură specie cunoscută, Nuttalliella namaqua, întâlnită în Africa de Sud și Tanzania. Acesta împarte caracteristicile morfologice atât cu argasidele (Argasidae) cât și cu ixodidele (Ixodidae), dar are, de asemenea, mai multe trăsături unice morfologice: are articulații sferoide care articulează segmentele picioarelor, un pseudoscut dorsal mic și o cuticula foarte încrețită, cu numeroase fose și rozete înalte. Nuttalliella namaqua a fost găsită în cuiburile damanului de stâncă (Procavia capensis) și a unor rândunele  (Cecropis abyssinica) din Africa de Sud și Tanzania.